# Hôtel d'Aux
L'hôtel d'Aux devenu par la suite hôtel du 11e Corps d'Armée est un hôtel particulier de style néo-classique bâti à la fin du XVIIIe siècle, situé à l'angle de la place Maréchal-Foch et de la rue Tournefort, dans le centre-ville de Nantes, en France. L'immeuble est inscrit au titre des monuments historiques en 2012.

## Historique
Jean-Baptiste Ceineray, architecte de Nantes à partir de 1770, conduit rapidement après sa nomination le projet que la municipalité envisage depuis le début du XVIIIe siècle : l'aménagement du secteur au nord-est de la cathédrale. Il faut d'abord détruire les remparts du XVe siècle, et Ceineray transforme les cours Saint-Pierre et Saint-André afin de les placer dans le même alignement. Au centre des deux cours, il crée une place de forme rectangulaire, la place d'Armes. De 1771 à 1774, l'architecte fait construire le premier bâtiment bordant la place d'Armes, l'hôtel d'Aux. Son commanditaire est René Louis d'Aux (1707-1780), Créole blanc de la colonie de Saint-Domingue où il possède esclaves et plantations.
Cette construction est envisagée comme faisant partie d'un ensemble. Ceineray a le projet de percer deux rues autour de la parcelle où se dressera le futur hôtel Montaudouin, afin de respecter la symétrie autour de la place d'Armes avec les rues du côté opposé (rues dénommées rue Gambetta et rue Maréchal-Joffre au XXIe siècle). Une de ces nouvelles rues prévues doit longer l'hôtel d'Aux.
Ceineray envisage ensuite la destruction de la porte Saint-Pierre, derniers vestiges des anciennes fortifications sur la place, pour créer un bâtiment symétrique à l'hôtel d'Aux, le long de la cathédrale.
Cette porte n'est toujours pas détruite en 1780 ; Ceineray, malade, cède son poste à Mathurin Crucy. Celui-ci modifie le plan initial, mais il respecte la symétrie imposée par son prédécesseur. La construction d'un bâtiment jumeau en face de l'hôtel d'Aux est toujours envisagée. Mais ce projet ne se réalise finalement pas, et la porte Saint-Pierre existe toujours au XXIe siècle. Un autre projet est abandonné : après la percée de la rue Chauvin au centre de l'hôtel Montaudouin, la rue projetée le long de l'hôtel d'Aux vers la rue Royale (future rue du Roi-Albert) est transformée en impasse, répondant à celle de l'autre côté de la place, et qui deviendra plus tard la rue Gambetta.
Entre 1800 et 1828, l'hôtel d'Aux héberge les préfets de la Loire-Inférieure. C'est là que Napoléon Ier, Joséphine de Beauharnais, Talleyrand et le ministre de la Marine Decrès sont accueillis lors de la visite de l'Empereur à Nantes en 1808. Par la suite, il est utilisé par l'armée.
Lors de la Seconde Guerre mondiale, le bâtiment est réquisitionné par l'occupant allemand pour y installer la Feldkommandantur dirigée par Karl Hotz, qui est abattu rue du Roi-Albert le 20 octobre 1941 par des résistants français, alors qu'il se rendait à pied à l'hôtel d'Aux.
L'armée française quitte le bâtiment en 2011. L'hôtel d'Aux est transformé en résidence privée.
Le bâtiment est inscrit au titre des monuments historiques par arrêté du 7 février 2012.
En mars 2019, les travaux d'installation de la station d’énergie de la ligne 4 du futur e-busway ont permis de mettre au jour un tunnel souterrain situé rue Tournefort, datant de la Seconde Guerre mondiale, reliant l'hôtel d'Aux au tunnel Saint-Félix situé à proximité. Ce passage souterrain, dont les extrémités avaient pourtant été murées, mais qui était néanmoins connu des historiens locaux, aurait permis aux Allemands d'évacuer l'hôtel en toute discrétion et d'échapper ainsi à l'ennemi en empruntant la voie fluviale puisqu'un bateau était amarré en permanence dans le tunnel pour parer à cette éventualité,.

## Architecture

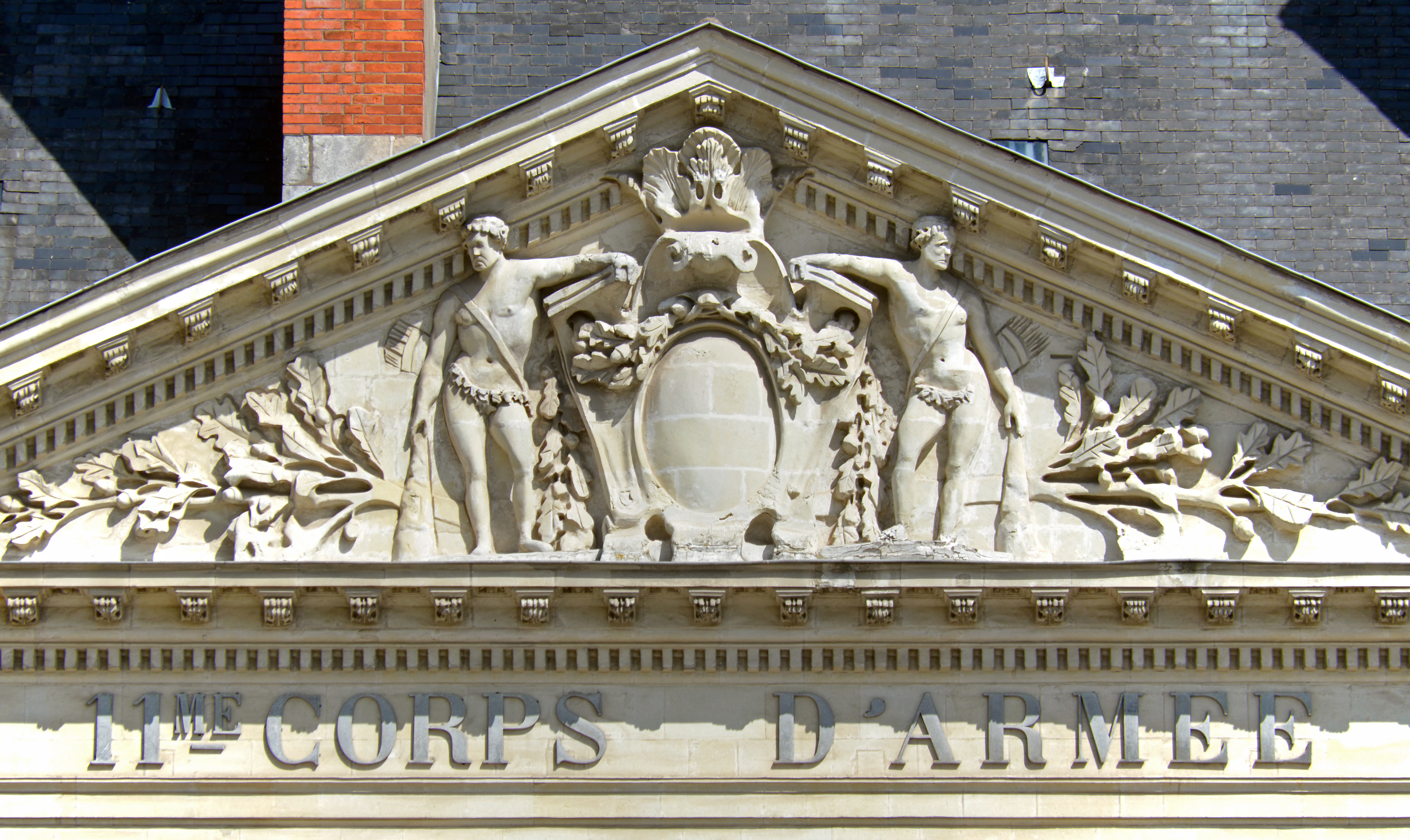
Le fronton central

L'hôtel d'Aux, construit en granit et tuffeau avec un toit d'ardoise, répond aux critères de l'architecture néoclassique. La façade principale, qui respecte une symétrie centrale commune aux œuvres de dimensions semblables dues à Ceineray, est orientée sud, et présente un avant-corps légèrement saillant qui compte trois des sept travées de l'ensemble. Cet avant-corps est surmonté d'un fronton triangulaire.
Celui-ci, réalisé en tuffeau, est pourvu d'un décor, ce qui est inhabituel à Nantes pour les bâtiments du XVIIIe siècle ; la scène figure deux « hommes sauvages » encadrant un écusson qui devait contenir les armes du propriétaire. Les proportions de ce fronton (rapport de la hauteur à la base) s'écartent un peu de la norme classique : 1/4 pour l'hôtel d'Aux, pour une norme allant de 1/5 à 2/9. À la base du fronton, Ceineray place des chapiteaux répondant à l'ordre corinthien.
La couverture en ardoise se présente sous la forme d'un toit à pignon.
Sont inscrits au titre des monuments historiques :
- les façades, donnant sur la place Maréchal-Foch et sur la rue Tournefort, des deux corps de bâtiment principaux ainsi que leurs toitures ;
- le porche ;
- la cage d'escalier d'honneur ;
- la cheminée en marbre blanc (datant du XVIIIe siècle) dans la salle à manger du premier étage ;
- la cheminée aux lions en marbre blanc (datant du début du XVIIIe siècle) dans la chambre du premier étage ;
- la totalité du grand salon d'honneur.